# Caso da cadela Preta
O caso da cadela Preta refere-se ao assassinato em 2005 da cadela conhecida pelo nome de "Preta", na cidade brasileira de Pelotas. Na noite do dia 9 de março de 2005, a cadela, que estava prenha, foi amarrada ao para-choque de um carro e arrastada pela cidade por Fernando Siqueira Carvalho, Marcelo Ortiz Schuch e Alberto Conceição da Cunha Neto.

## Repercussão
O caso ganhou repercussão em todo o país e também no exterior. No Brasil, especificamente, o caso gerou comoção da população em todo o estado do Rio Grande do Sul e ganhou repercussão nacional ao ser noticiado no Fantástico, em rede nacional, do dia 17 de março de 2005, aparecendo posteriormente então em diversos jornais, revistas e programas de TV, fato que gerou protestos em vários outros centros para além do estado. Diante do caso, foi aberta ação civil pública.
| “                              | As coletividades são passíveis de agressão a valores não-patrimoniais, nelas enfeixados, modo difuso, incluindo-se entre eles sentimento de respeito à vida dos seres próximos às criaturas humanas. Caso da "Cadela Preta", barbaramente morta, com desintegração de seu corpo e fetos, arrastada pelas ruas centrais de Pelotas, à vista de todos, por mera diversão de seus autores, gerando notória comoção social. Agressão a sentimentos indispensáveis às coletividades, sem os quais a própria vida em sociedade passa a ser impossível. | ” |
| — Trecho da Ação Civil Pública | |   |

## Condenação
A condenação dos acusados, ocorrida anos depois, trouxe o caso de volta à mídia, e teria se baseado no fato de que o assassinato do cão teria trazido prejuízos de ordem psicológica à população local. Alberto Conceição da Cunha Neto, por ter antecedentes criminais, recebeu a maior pena dentre os três acusados, sendo condenado em 2007 a um ano de detenção em regime semiaberto. Alberto Neto foi condenado ao pagamento de indenização por danos morais coletivos no valor de R$ 6.035,04, que deve ser direcionado ao canil municipal da cidade. Alberto já teria respondido a inquérito por maus-tratos a animais e porte ilegal de arma em 2003, quando matou a tiros uma cadela boxer na vizinha Praia do Laranjal.

## Leituras adicionais
- PINHEIRO, Ana Luísa Missiba. A Influência do Direito Animal no Ordenamento Jurídico Brasileiro. UFF, 2022.